# 폴 픽스
폴 픽스(Peter Paul Fix, 1901년 3월 13일 ~ 1983년 10월 14일)는 미국의 배우, 각본가, 텔레비전 배우, 영화배우이다.

## 영화
- 원더 네바다 (1979년)
- 불타는 서부 - 77년 시리즈 (1977년)
- 명탐정 바나비 존즈 (1973년)
- US 마샬 (1973년)
- 관계의 종말 (1973년)
- 샌프란시스코 수사반 (1972년)
- 나이트 오브 레퍼스 (1972년)
- 119 구조대 (1972년)
- 슛 아웃 (1971년)
- 황금의 꿈 (1971년)
- 자브리스키 포인트 (1970년)
- 철인들 (1969년)
- 캐넌 목장 (1967년)
- 발라드 오브 조시 (1967년)
- 엘도라도 (1967년)
- 아이 포 아이 (1966년)
- 스타 트렉 (1966년)
- 네바다 스미스 (1966년)
- FBI (1965년)
- 서부를 향해 달려라 (1965년)
- 서부의 4형제 (1965년)
- 베이비 (1965년)
- 셰넌도어 (1965년)
- 아웃레이지 (1964년)
- 알라바마 이야기 (1962년) - 테일러 판사 역
- 보난자 (1959년)
- 페리 메이슨 (1957년)
- 산티아고 (1956년)
- 먼지 속의 별 (1956년)
- 나쁜 종자 (1956년)
- 자이언트 (1956년)
- 애혼 (1955년)
- 블러드 앨리 (1955년)
- 딜론 보안관 (1955년)
- 디즈니랜드 (1954년)
- 비상착륙 (1954년)
- 슈퍼맨 - 54년작 5 (1954년)
- 쟈니기타 (1954년)
- 달려라 래시 (1954년)
- 혼도 (1953년)
- 빅 짐 맥레인 (1952년)
- 왓 프라이스 글로리 (1952년)
- 성난 파도 (1948년)
- 포스 오브 이블 (1948년)
- 붉은 강 (1948년)
- 백 투 바탄 (1945년)
- 블레임 오브 바바리 코스트 (1945년)
- 다고타 (1945년)
- 당당하게 (1944년)
- 버지니아 시티 (1940년)
- 닥터 사이클롭스 (1940년)
- 소울스 앳 씨 (1937년)
- 더 로드 투 글로리 (1936년)
- 상어섬의 죄수 (1936년)
- 렉클리스 (1935년)
- 몬테 크리스토 백작 (1934년)
- 스카페이스 (1932년)
- 배드 걸 (1931년)